# جو ليتل
جو ليتل (بالإنجليزية: Joe Little)‏ (25 يناير 1902 بليدز في المملكة المتحدة - 1965) هو لاعب كرة قدم بريطاني (وحمل سابقاً جنسية المملكة المتحدة لبريطانيا العظمى وأيرلندا) في مركز الهجوم. لعب مع نادي بليموث أرجايل ونادي روذرهام يونايتد وCastleford Town F.C. ‏ ونادي برادفورد بارك أفنيو ودارلينجتون إف سى.